# アサカ (企業)
株式会社アサカは、東京都日野市に本社を置く放送局向けの機器を製造販売する企業である。当初は工業用カメラやコンピュータ周辺機器などを製造していたが、1インチVTRやポータブルビデオスイッチャー、ビデオカセット自動連続送出システムなど放送局やケーブルテレビ局向けの機器製造へと変わっていく。最近は送出システム周辺機器や制作機器の他、グループ企業の株式会社シバソクより計測事業部門がアサカへ統合された。尚、シバソクから移管された製品はシバソクブランドのままで販売されている。

## 概要

### 事業所所在地
- 本社・工場：東京都日野市旭が丘3丁目2-28
- 東京営業所：東京都港区新橋4丁目6-8 芝産業ビル
- 大阪営業所：大阪府大阪市淀川区西中島4丁目4-25 フルーレ新大阪413号
- 筑波R&Dセンター：茨城県石岡市行里川1-3